# Paa Frierfødder
Paa Frierfødder er en dansk stum komediefilm fra 1912 produceret af Nordisk Films Kompagni efter manuskript af Lars Svenné Langkjær.
Filmen havde dansk premiere den 15. august 1912 i Biograf-Theatret og blev i tysktalende lande distribueret som Auf Friersfüssen og i engelsketalende lande som The Angling Widow og i fransktalende lande som Deux Prétendants.

## Handling
Direktør Harms er komet op i årene og har fået den livserfaring, der følger dermed. Han er ugift, og han kender alt for godt og vil ike indlade sig med dem. I stedet har han taget sin nevø til sig som en far. Da nevøen skal til at have sin embedseksamen kommer nevøens sind imidlertid ud af ligevægt på grund af en kvinde. Direktør Harms konstaterer ved sine undersøgelser, at det er en kvinde, Bella Friis, der dels er ældre end nevøen, dels har en så bevæget og erfaren fortid, at det er utænkeligt, at det er en kemisk ren kærlighed, der gør at hun lægger sig garn ud for den unge mand. Det er derimod dreven spekulation i at få fingrene i den arv, som nevøen en dag vil arve efter direktør Harms. Harms ved dog, hvilken magt en smuk kvinde altid har over et mandfolkehjerte, så han opgiver at tale nevøen fra forehavendet, en beslutter sig i stedt for at afsløre fruen. Harms gør kur til hende, og med ægte kvindelig logik beslutter fr. Friis, at det er nemmere at gå efter direktøren fremfor den længere vej gennem nevøen. Filmen viser fruens snedige og hjerteløse leg med den unge mands fortvivlede kærlighed og hendes slangeagtige kælen for direktøren. De tager til Lønstrup, hvor direktøren foran nevøen river masken og sig og af kvinden og viser hvilken hensynsløs slange hun er. Harms og nevøen tager fra Lønstrup samme aften, og kvinden efterlades rasende over at have mistet sit bytte.

## Medvirkende
- Else Frölich som Fru Bella Friis
- Anton Gambetta Salmson som Direktør Harms
- Svend Melsing som Harms nevø
- Axel Boesen
- Agnes Andersen
- Aage Lorentzen
- Carl Lauritzen